# Joachim Heitbaum
Joachim Heitbaum (* 1940) ist ein deutscher Chemiker und Hochschullehrer.
Heitbaum studierte Physik an der Universität Bonn und promovierte 1972 bei Wolf Vielstich über ein Thema aus der Elektrochemie. 1978 folgte die Habilitation; 1980 wurde er zum außerplanmäßigen Professor ernannt. Im Jahr 1985 wurde er zum Professor für Physikalische Chemie an die private Universität Witten/Herdecke berufen. 1989 wechselte er in die Industrie zur Chemetall GmbH in Frankfurt. Dort stieg er 1993 zum Labordirektor und 1996 zum Leiter der chemischen Laboratorien auf, was er bis zu seinem Ruhestand 2005 blieb.
Zusammen mit Gerhard Wiegleb entwickelte er einen Stickoxid-Sensor.
2010 wurde ihm für seine Verdienste um die technische Elektrochemie die DECHEMA-Medaille verliehen.